# Danh sách ngôn ngữ
Dưới đây là danh sách ngôn ngữ trên thế giới theo tên.
Đây là một danh sách chưa hoàn tất, và có thể sẽ không bao giờ thỏa mãn yêu cầu hoàn tất. Bạn có thể đóng góp bằng cách mở rộng nó bằng các thông tin đáng tin cậy.
| A Mục lục : A Ă Â B C D Đ E F G H I J K L M N O P Q R S T U Ư V W X Y Z |                                                                         |                                                                         |                                                                                    |
| Ả Rập                                                                   | Nhóm ngôn ngữ Semit                                                     |                                                                         |                                                                                    |
| Ả Rập Ai Cập                                                            | Nhóm ngôn ngữ Semit                                                     |                                                                         |                                                                                    |
| 'Are'are                                                                | Ngữ tộc Mã Lai-Đa Đảo                                                   |                                                                         |                                                                                    |
| 'Auhelawa                                                               | Ngữ tộc Mã Lai-Đa Đảo                                                   |                                                                         |                                                                                    |
| A'Tong                                                                  | Ngữ tộc Tạng-Miến                                                       |                                                                         |                                                                                    |
| Aari                                                                    | Ngữ chi Omotic thuộc Ngữ hệ Phi-Á                                       |                                                                         |                                                                                    |
| Aasáx                                                                   | Chưa phân loại                                                          |                                                                         |                                                                                    |
| Aariya                                                                  | Chưa phân loại                                                          |                                                                         |                                                                                    |
| Abadi                                                                   |                                                                         |                                                                         |                                                                                    |
| Abanyom                                                                 | Nhóm ngôn ngữ Bantu                                                     |                                                                         |                                                                                    |
| Abaza                                                                   | Nhóm ngôn ngữ Tây Bắc Kavkaz                                            |                                                                         |                                                                                    |
| Abkhaz                                                                  | Nhóm ngôn ngữ Tây Bắc Kavkaz                                            |                                                                         |                                                                                    |
| Abujmaria                                                               | Ngữ hệ Dravida, Ấn Độ                                                   |                                                                         |                                                                                    |
| Aceh                                                                    | Ngữ tộc Mã Lai-Đa Đảo                                                   |                                                                         |                                                                                    |
| Adamorobe                                                               | Ngôn ngữ ký hiệu                                                        |                                                                         |                                                                                    |
| Adele                                                                   | Nhóm ngôn ngữ Kwa, tây châu Phi                                         |                                                                         |                                                                                    |
| Adnyamathanha                                                           | Ngữ hệ Pama-Nyungar                                                     |                                                                         |                                                                                    |
| Adyghe                                                                  | Nhóm ngôn ngữ Tây Bắc Kavkaz                                            |                                                                         |                                                                                    |
| Afar                                                                    | Ngữ hệ Phi-Á                                                            |                                                                         |                                                                                    |
| Afrikaans                                                               | Nhóm ngôn ngữ German                                                    |                                                                         |                                                                                    |
| Aimaq hoặc Barbari                                                      | Ngữ chi Iran                                                            |                                                                         |                                                                                    |
| Aini                                                                    | Nhóm ngôn ngữ Turk                                                      |                                                                         |                                                                                    |
| Ainu                                                                    | Ngôn ngữ biệt lập                                                       |                                                                         |                                                                                    |
| Akan                                                                    | Nhóm ngôn ngữ Kwa, tây châu Phi                                         |                                                                         |                                                                                    |
| Akawaio                                                                 | Ngữ hệ Carib                                                            |                                                                         |                                                                                    |
| Aklanon                                                                 | Ngữ tộc Mã Lai-Đa Đảo                                                   |                                                                         |                                                                                    |
| Albania                                                                 | Ngữ hệ Ấn-Âu                                                            |                                                                         |                                                                                    |
| Aleut                                                                   | Ngữ hệ Eskimo-Aleut, Bắc Mỹ - Đông Á                                    |                                                                         |                                                                                    |
| Algonquin                                                               | Ngữ hệ Algic, Bắc Mỹ                                                    |                                                                         |                                                                                    |
| Alsace                                                                  | Nhóm ngôn ngữ German                                                    |                                                                         |                                                                                    |
| Altay                                                                   | Nhóm ngôn ngữ Turk                                                      |                                                                         |                                                                                    |
| Alutor                                                                  | Ngữ hệ Chukotko-Kamchatka, Đông Á                                       |                                                                         |                                                                                    |
| Amhara                                                                  | Nhóm ngôn ngữ Semit                                                     |                                                                         |                                                                                    |
| Anda                                                                    | Ngữ hệ Khoisan, châu Phi                                                |                                                                         |                                                                                    |
| Anh                                                                     | Nhóm ngôn ngữ German                                                    |                                                                         |                                                                                    |
| Amdang                                                                  | Ngữ hệ Nin-Sahara                                                       |                                                                         |                                                                                    |
| Angika                                                                  | Ngữ tộc Ấn-Iran                                                         |                                                                         |                                                                                    |
| Anyin                                                                   | Nhóm ngôn ngữ Kwa, tây châu Phi                                         |                                                                         |                                                                                    |
| Ao                                                                      | Ngữ tộc Tạng-Miến                                                       |                                                                         |                                                                                    |
| Áo-Bavaria                                                              | Nhóm ngôn ngữ German                                                    |                                                                         |                                                                                    |
| A-Pucikwar                                                              | Ngữ hệ Andaman Lớn                                                      |                                                                         |                                                                                    |
| Aragon                                                                  | Nhóm ngôn ngữ Rôman                                                     |                                                                         |                                                                                    |
| Aram                                                                    | Nhóm ngôn ngữ Semit                                                     |                                                                         |                                                                                    |
| Are                                                                     | Ngữ tộc Mã Lai-Đa Đảo                                                   |                                                                         |                                                                                    |
| Arem                                                                    | Ngữ hệ Nam Á                                                            |                                                                         |                                                                                    |
| Argobba                                                                 | Nhóm ngôn ngữ Semit                                                     |                                                                         |                                                                                    |
| Aromania hoặc Macedo-Romanian                                           | Nhóm ngôn ngữ Rôman                                                     |                                                                         |                                                                                    |
| Armenia                                                                 | Ngữ hệ Ấn-Âu                                                            |                                                                         |                                                                                    |
| Arpitan hoặc Francoprovençal                                            | Nhóm ngôn ngữ Rôman                                                     |                                                                         |                                                                                    |
| Arvanitic                                                               | Ngữ hệ Ấn-Âu                                                            |                                                                         |                                                                                    |
| Ashkun                                                                  | Ngữ tộc Ấn-Iran                                                         |                                                                         |                                                                                    |
| Assam                                                                   | Ngữ tộc Ấn-Iran                                                         |                                                                         |                                                                                    |
| Ateso hoặc Teso                                                         | Ngữ hệ Nin-Sahara                                                       |                                                                         |                                                                                    |
| Asi                                                                     | Ngữ tộc Mã Lai-Đa Đảo                                                   |                                                                         |                                                                                    |
| Asturias                                                                | Nhóm ngôn ngữ Rôman                                                     |                                                                         |                                                                                    |
| Auslan                                                                  | Ngôn ngữ ký hiệu                                                        |                                                                         |                                                                                    |
| Avar                                                                    | Nhóm ngôn ngữ Đông Bắc Kavkaz                                           |                                                                         |                                                                                    |
| Avesta                                                                  | Ngữ tộc Ấn-Iran                                                         |                                                                         |                                                                                    |
| Awadh                                                                   | Ngữ tộc Ấn-Iran                                                         |                                                                         |                                                                                    |
| Aymara                                                                  | Nhóm ngôn ngữ Aymara, Trung Mỹ                                          |                                                                         |                                                                                    |
| Azerbaijan                                                              | Nhóm ngôn ngữ Turk                                                      |                                                                         |                                                                                    |
| B Mục lục : A Ă Â B C D Đ E F G H I J K L M N O P Q R S T U Ư V W X Y Z |                                                                         |                                                                         |                                                                                    |
| Ba Lan                                                                  | Ngữ tộc Slav                                                            |                                                                         |                                                                                    |
| Ba Na (Bahnar)                                                          | Ngữ hệ Nam Á                                                            |                                                                         |                                                                                    |
| Ba Tư hoặc Farsi hoặc Persia                                            | Ngữ chi Iran                                                            |                                                                         |                                                                                    |
| Badaga                                                                  | Ngữ hệ Dravida, Ấn Độ                                                   |                                                                         |                                                                                    |
| Badeshi                                                                 | Ngữ tộc Ấn-Iran                                                         |                                                                         |                                                                                    |
| Bali                                                                    | Ngữ tộc Mã Lai-Đa Đảo                                                   |                                                                         |                                                                                    |
| Baloch                                                                  | Ngữ chi Iran                                                            |                                                                         |                                                                                    |
| Balti                                                                   | Ngữ tộc Tạng-Miến                                                       |                                                                         |                                                                                    |
| Bambara hoặc Bamanankan                                                 | Nhóm ngôn ngữ Mande, Ngữ hệ Niger-Congo?                                |                                                                         |                                                                                    |
| Banjar                                                                  | Ngữ tộc Mã Lai-Đa Đảo                                                   |                                                                         |                                                                                    |
| Banyumasan                                                              | Ngữ tộc Mã Lai-Đa Đảo                                                   |                                                                         |                                                                                    |
| Bartang                                                                 | Ngữ chi Iran                                                            |                                                                         |                                                                                    |
| Basaa                                                                   | Nhóm ngôn ngữ Bantu                                                     |                                                                         |                                                                                    |
| Bashkard                                                                | Ngữ chi Iran                                                            |                                                                         |                                                                                    |
| Bashkir                                                                 | Nhóm ngôn ngữ Turk                                                      |                                                                         |                                                                                    |
| Basque                                                                  | Ngôn ngữ tách biệt                                                      |                                                                         |                                                                                    |
| Batak Karo                                                              | Ngữ tộc Mã Lai-Đa Đảo                                                   |                                                                         |                                                                                    |
| Batak Toba                                                              | Ngữ tộc Mã Lai-Đa Đảo                                                   |                                                                         |                                                                                    |
| Bats                                                                    | Nhóm ngôn ngữ Đông Bắc Kavkaz                                           |                                                                         |                                                                                    |
| Bắc Frisia                                                              | Nhóm ngôn ngữ German                                                    |                                                                         |                                                                                    |
| Bắc Sami                                                                | Ngữ hệ Ural                                                             |                                                                         |                                                                                    |
| Bắc Sotho hoặc Sepedi                                                   | Nhóm ngôn ngữ Bantu                                                     |                                                                         |                                                                                    |
| Beja                                                                    | Ngữ hệ Phi-Á                                                            |                                                                         |                                                                                    |
| Belarus                                                                 | Ngữ tộc Slav                                                            |                                                                         |                                                                                    |
| Belhare                                                                 | Ngữ tộc Tạng-Miến                                                       |                                                                         |                                                                                    |
| Berta                                                                   | Ngữ hệ Nin-Sahara                                                       |                                                                         |                                                                                    |
| Bemba                                                                   | Nhóm ngôn ngữ Bantu                                                     |                                                                         |                                                                                    |
| Bengal                                                                  | Ngữ tộc Ấn-Iran                                                         |                                                                         |                                                                                    |
| Bezhta                                                                  | Nhóm ngôn ngữ Đông Bắc Kavkaz                                           |                                                                         |                                                                                    |
| Berber                                                                  | Nhóm ngôn ngữ Berber, Bắc Phi                                           |                                                                         |                                                                                    |
| Betawi                                                                  | Ngữ tộc Mã Lai-Đa Đảo                                                   |                                                                         |                                                                                    |
| Bete (Nigeria)                                                          | Ngữ hệ Niger-Congo                                                      |                                                                         |                                                                                    |
| Bété                                                                    | Ngữ hệ Niger-Congo                                                      |                                                                         |                                                                                    |
| Bhil                                                                    | Ngữ tộc Ấn-Iran                                                         |                                                                         |                                                                                    |
| Bhojpur                                                                 | Ngữ tộc Ấn-Iran                                                         |                                                                         |                                                                                    |
| Bikol                                                                   | Ngữ tộc Mã Lai-Đa Đảo                                                   |                                                                         |                                                                                    |
| Bikya hoặc Furu                                                         | Nhóm ngôn ngữ Bantu                                                     |                                                                         |                                                                                    |
| Bijago                                                                  | Ngữ hệ Niger-Congo                                                      |                                                                         |                                                                                    |
| Bissa                                                                   | Nhóm ngôn ngữ Mande, Ngữ hệ Niger-Congo?                                |                                                                         |                                                                                    |
| Bislama                                                                 | Nhóm ngôn ngữ creole                                                    |                                                                         |                                                                                    |
| Blackfoot                                                               | Ngữ hệ Algic, Bắc Mỹ                                                    |                                                                         |                                                                                    |
| Boholano                                                                | Ngữ tộc Mã Lai-Đa Đảo                                                   |                                                                         |                                                                                    |
| Bonan hoặc Paoan                                                        | Ngữ hệ Mông Cổ                                                          |                                                                         |                                                                                    |
| Bororo                                                                  | Ngữ hệ Bororo, Brazil                                                   |                                                                         |                                                                                    |
| Bodo                                                                    | Ngữ tộc Tạng-Miến                                                       |                                                                         |                                                                                    |
| Bosnia                                                                  | Ngữ tộc Slav                                                            |                                                                         |                                                                                    |
| Bồ Đào Nha                                                              | Nhóm ngôn ngữ Rôman                                                     |                                                                         |                                                                                    |
| Brahui                                                                  | Ngữ hệ Dravida, Ấn Độ                                                   |                                                                         |                                                                                    |
| Breton                                                                  | Ngữ tộc Celt                                                            |                                                                         |                                                                                    |
| Bru                                                                     | Ngữ hệ Nam Á                                                            |                                                                         |                                                                                    |
| Bua                                                                     | Ngữ hệ Niger-Congo                                                      |                                                                         |                                                                                    |
| Bugis                                                                   | Ngữ tộc Mã Lai-Đa Đảo                                                   |                                                                         |                                                                                    |
| Bukusu                                                                  | Nhóm ngôn ngữ Bantu                                                     |                                                                         |                                                                                    |
| Bulgaria                                                                | Ngữ tộc Slav                                                            |                                                                         |                                                                                    |
| Bumthang                                                                | Ngữ tộc Tạng-Miến                                                       |                                                                         |                                                                                    |
| Bunjevac                                                                | Ngữ tộc Slav                                                            |                                                                         |                                                                                    |
| Burushaski                                                              | Ngôn ngữ biệt lập                                                       |                                                                         |                                                                                    |
| Buryat                                                                  | Ngữ hệ Mông Cổ                                                          |                                                                         |                                                                                    |
| C Mục lục : A Ă Â B C D Đ E F G H I J K L M N O P Q R S T U Ư V W X Y Z |                                                                         |                                                                         |                                                                                    |
| Caluyanon hoặc Caluyanun                                                | Ngữ tộc Mã Lai-Đa Đảo                                                   |                                                                         |                                                                                    |
| Cám                                                                     | Tiếng Trung Quốc                                                        |                                                                         |                                                                                    |
| Catalunya                                                               | Nhóm ngôn ngữ Rôman                                                     |                                                                         |                                                                                    |
| Cát Triệu                                                               | Ngữ hệ Tai-Kadai                                                        |                                                                         |                                                                                    |
| Cayuga                                                                  | Ngữ hệ Iroquois, Bắc Mỹ                                                 |                                                                         |                                                                                    |
| Cebu                                                                    | Ngữ tộc Mã Lai-Đa Đảo                                                   |                                                                         |                                                                                    |
| Chavacano                                                               | Ngôn ngữ Creole                                                         |                                                                         |                                                                                    |
| Chaga hoặc Kichagga                                                     | Nhóm ngôn ngữ Bantu                                                     |                                                                         |                                                                                    |
| Chakma                                                                  | Ngữ tộc Ấn-Iran                                                         |                                                                         |                                                                                    |
| Chamorro                                                                | Ngữ tộc Mã Lai-Đa Đảo                                                   |                                                                         |                                                                                    |
| Chaouia hoặc Tachawit                                                   | Nhóm ngôn ngữ Berber, Bắc Phi                                           |                                                                         |                                                                                    |
| Chăm (Cham)                                                             | Ngữ tộc Mã Lai-Đa Đảo                                                   |                                                                         |                                                                                    |
| Chechnya                                                                | Nhóm ngôn ngữ Đông Bắc Kavkaz                                           |                                                                         |                                                                                    |
| Chenchu                                                                 | Ngữ hệ Dravida, Ấn Độ                                                   |                                                                         |                                                                                    |
| Chenoua                                                                 | Nhóm ngôn ngữ Berber, Bắc Phi                                           |                                                                         |                                                                                    |
| Cherokee                                                                | Ngữ hệ Iroquois, Bắc Mỹ                                                 |                                                                         |                                                                                    |
| Cheyenne                                                                | Ngữ hệ Algic, Bắc Mỹ                                                    |                                                                         |                                                                                    |
| Chhattisgarh                                                            | Ngữ tộc Ấn-Iran                                                         |                                                                         |                                                                                    |
| Chickasaw                                                               | Ngữ hệ Muskogee, Bắc Mỹ                                                 |                                                                         |                                                                                    |
| Chintang hoặc Chhintang                                                 | Ngữ tộc Tạng-Miến                                                       |                                                                         |                                                                                    |
| Chilcotin                                                               | Ngữ hệ Na-Dené, Bắc Mỹ                                                  |                                                                         |                                                                                    |
| Chiricahua hoặc Mescalero-Chiricahua Apache                             | Ngữ hệ Na-Dené, Bắc Mỹ                                                  |                                                                         |                                                                                    |
| Chichewa hoặc Nyanja                                                    | Nhóm ngôn ngữ Bantu                                                     |                                                                         |                                                                                    |
| Chipewyan                                                               | Ngữ hệ Na-Dené, Bắc Mỹ                                                  |                                                                         |                                                                                    |
| Chittagong                                                              | Ngữ tộc Ấn-Iran                                                         |                                                                         |                                                                                    |
| Choctaw                                                                 | Ngữ hệ Muskogee, Bắc Mỹ                                                 |                                                                         |                                                                                    |
| Chorasmia hoặc Khwarezm                                                 | Ngữ chi Iran                                                            |                                                                         |                                                                                    |
| Chukchi hoặc Chukot                                                     | Ngữ hệ Chukotko-Kamchatka, Đông Á                                       |                                                                         |                                                                                    |
| Chulym                                                                  | Nhóm ngôn ngữ Turk                                                      |                                                                         |                                                                                    |
| Chuuk hoặc Truk                                                         | Ngữ tộc Mã Lai-Đa Đảo                                                   |                                                                         |                                                                                    |
| Chuvash                                                                 | Nhóm ngôn ngữ Turk                                                      |                                                                         |                                                                                    |
| Cocoma hoặc Cocama                                                      | Ngữ hệ Tupi, Nam Mỹ                                                     |                                                                         |                                                                                    |
| Cocopa                                                                  | Ngữ hệ Hokan?, Bắc Mỹ                                                   |                                                                         |                                                                                    |
| Coeur d'Alene                                                           | Ngữ hệ Salish                                                           |                                                                         |                                                                                    |
| Comanche                                                                | Ngữ hệ Ute-Aztec, Trung Mỹ                                              |                                                                         |                                                                                    |
| Comoros                                                                 | Nhóm ngôn ngữ Bantu                                                     |                                                                         |                                                                                    |
| Cornwall                                                                | Ngữ tộc Celt (revived)                                                  |                                                                         |                                                                                    |
| Corsica                                                                 | Nhóm ngôn ngữ Rôman                                                     |                                                                         |                                                                                    |
| Cree                                                                    | Ngữ hệ Algic, Bắc Mỹ                                                    |                                                                         |                                                                                    |
| Creole Afro-Seminole                                                    | Ngôn ngữ Creole                                                         |                                                                         |                                                                                    |
| Creole Guinea-Bissau                                                    | Ngôn ngữ Creole                                                         |                                                                         |                                                                                    |
| Creole Mauritius hoặc Morisyen                                          | Ngôn ngữ Creole                                                         |                                                                         |                                                                                    |
| Creole Réunion                                                          | Ngôn ngữ Creole                                                         |                                                                         |                                                                                    |
| Creole Seychelle                                                        | Ngôn ngữ Creole                                                         |                                                                         |                                                                                    |
| Croatia                                                                 | Ngữ tộc Slav                                                            |                                                                         |                                                                                    |
| Cuyonon                                                                 | Ngữ tộc Mã Lai-Đa Đảo                                                   |                                                                         |                                                                                    |
| D Mục lục : A Ă Â B C D Đ E F G H I J K L M N O P Q R S T U Ư V W X Y Z |                                                                         |                                                                         |                                                                                    |
| Dagbani                                                                 | Ngữ hệ Niger-Congo                                                      |                                                                         |                                                                                    |
| Dahlik                                                                  | Nhóm ngôn ngữ Semit                                                     |                                                                         |                                                                                    |
| Dalarna                                                                 | Nhóm ngôn ngữ German                                                    |                                                                         |                                                                                    |
| Dameli                                                                  | Ngữ tộc Ấn-Iran                                                         |                                                                         |                                                                                    |
| Dao (Miền; Yao, Mienic)                                                 | Ngữ hệ H'Mông-Miền                                                      |                                                                         |                                                                                    |
| Dargin                                                                  | Nhóm ngôn ngữ Đông Bắc Kavkaz                                           |                                                                         |                                                                                    |
| Dari (Hỏa giáo)                                                         | Ngữ chi Iran                                                            |                                                                         |                                                                                    |
| Dari (Ba Tư)                                                            | Ngữ chi Iran                                                            |                                                                         |                                                                                    |
| Daur hoặc Dagur                                                         | Ngữ hệ Mông Cổ                                                          |                                                                         |                                                                                    |
| Dena'ina hoặc Tanaina                                                   | Nhóm ngôn ngữ Athapaska, Bắc Mỹ                                         |                                                                         |                                                                                    |
| Dhatki                                                                  | Ngữ tộc Ấn-Iran                                                         |                                                                         |                                                                                    |
| Dhivehi hoặc Maldivian                                                  | Ngữ tộc Ấn-Iran                                                         |                                                                         |                                                                                    |
| Dida                                                                    | Ngữ tộc Atlantic-Congo                                                  |                                                                         |                                                                                    |
| Digan hoặc tiếng Romani, tiếng Gipsy                                    | Ngữ tộc Ấn-Iran                                                         |                                                                         |                                                                                    |
| Dioula hoặc Jula                                                        | Nhóm ngôn ngữ Mande, Ngữ hệ Niger-Congo?                                |                                                                         |                                                                                    |
| Dogra                                                                   | Ngữ tộc Ấn-Iran                                                         |                                                                         |                                                                                    |
| Dogrib hoặc Tli Cho                                                     | Nhóm ngôn ngữ Athapaska, Bắc Mỹ                                         |                                                                         |                                                                                    |
| Dolgan                                                                  | Nhóm ngôn ngữ Turk                                                      |                                                                         |                                                                                    |
| Domaaki hoặc Dumaki                                                     | Ngữ tộc Ấn-Iran                                                         |                                                                         |                                                                                    |
| Duala                                                                   | Nhóm ngôn ngữ Bantu                                                     |                                                                         |                                                                                    |
| Dzhidi hoặc tiếng Ba Tư Do Thái                                         | Ngữ chi Iran                                                            |                                                                         |                                                                                    |
| Dzongkha                                                                | Ngữ tộc Tạng-Miến                                                       |                                                                         |                                                                                    |
| Đ Mục lục : A Ă Â B C D Đ E F G H I J K L M N O P Q R S T U Ư V W X Y Z |                                                                         |                                                                         |                                                                                    |
| Đan Mạch                                                                | Nhóm ngôn ngữ German                                                    |                                                                         |                                                                                    |
| Đông Can                                                                | Tiếng Trung Quốc                                                        |                                                                         |                                                                                    |
| Đông Hương hoặc Santa                                                   | Ngữ hệ Mông Cổ                                                          |                                                                         |                                                                                    |
| Đức                                                                     | Nhóm ngôn ngữ German                                                    |                                                                         |                                                                                    |
| E Mục lục : A Ă Â B C D Đ E F G H I J K L M N O P Q R S T U Ư V W X Y Z |                                                                         |                                                                         |                                                                                    |
| Ekoti                                                                   | Nhóm ngôn ngữ Bantu                                                     |                                                                         |                                                                                    |
| Enets hoặc Yenisey Samoyed                                              | Nhóm ngôn ngữ Samoyed, Bắc Âu - Á                                       |                                                                         |                                                                                    |
| Erzya                                                                   | Ngữ hệ Ural                                                             |                                                                         |                                                                                    |
| Esperanto                                                               | Ngôn ngữ được xây dựng                                                  |                                                                         |                                                                                    |
| Estonia                                                                 | Ngữ hệ Ural                                                             |                                                                         |                                                                                    |
| Even                                                                    | Ngữ hệ Tungus, đông bắc Á                                               |                                                                         |                                                                                    |
| Evenk hoặc Evenki                                                       | Ngữ hệ Tungus, đông bắc Á                                               |                                                                         |                                                                                    |
| Ewe                                                                     | Nhóm ngôn ngữ Volta-Niger                                               |                                                                         |                                                                                    |
| Extremadura                                                             | Nhóm ngôn ngữ Rôman                                                     |                                                                         |                                                                                    |
|                                                                         |                                                                         | Tiếng Ê'đê                                                              | nhóm ngôn ngữ Chăm nhóm Aced- Chăm Ngữ tộc Malay- Polynesia của Ngữ hệ Austronesia |
| Faroe                                                                   | Nhóm ngôn ngữ German                                                    |                                                                         |                                                                                    |
| Fang                                                                    | Nhóm ngôn ngữ Bantu                                                     |                                                                         |                                                                                    |
| Fiji                                                                    | Ngữ tộc Mã Lai-Đa Đảo                                                   |                                                                         |                                                                                    |
| Filipino                                                                | Ngữ tộc Mã Lai-Đa Đảo                                                   |                                                                         |                                                                                    |
| Flemish                                                                 | Bỉ                                                                      |                                                                         |                                                                                    |
| Fon                                                                     | Nhóm ngôn ngữ Volta-Niger                                               |                                                                         |                                                                                    |
| Frisia Saterland                                                        | Nhóm ngôn ngữ German                                                    |                                                                         |                                                                                    |
| Friulia                                                                 | Nhóm ngôn ngữ Rôman                                                     |                                                                         |                                                                                    |
| Fula hoặc Fulfulde hoặc Fulani                                          | Senegambian                                                             |                                                                         |                                                                                    |
| Fur                                                                     | Ngữ hệ Nin-Sahara                                                       |                                                                         |                                                                                    |
| G Mục lục : A Ă Â B C D Đ E F G H I J K L M N O P Q R S T U Ư V W X Y Z |                                                                         |                                                                         |                                                                                    |
| Ga                                                                      | Nhóm ngôn ngữ Kwa, tây châu Phi                                         |                                                                         |                                                                                    |
| Gael Scotland hoặc Gaelic Scotland hoặc Gaidhlig hoặc Gaelic            | Ngữ tộc Celt                                                            |                                                                         |                                                                                    |
| Gagauz                                                                  | Nhóm ngôn ngữ Turk                                                      |                                                                         |                                                                                    |
| Galicia                                                                 | Nhóm ngôn ngữ Rôman                                                     |                                                                         |                                                                                    |
| Ganda                                                                   | Nhóm ngôn ngữ Bantu                                                     |                                                                         |                                                                                    |
| Gangte                                                                  | Ngữ tộc Tạng-Miến                                                       |                                                                         |                                                                                    |
| Garhwal                                                                 | Ngữ tộc Ấn-Iran                                                         |                                                                         |                                                                                    |
| Gayo                                                                    | Ngữ tộc Mã Lai-Đa Đảo                                                   |                                                                         |                                                                                    |
| Gen hoặc Gẽ hoặc Mina                                                   | Nhóm ngôn ngữ Volta-Niger                                               |                                                                         |                                                                                    |
| Gia Rai (Jarai)                                                         | Ngữ tộc Mã Lai-Đa Đảo                                                   |                                                                         |                                                                                    |
| Gikuyu hoặc Kikuyu                                                      | Nhóm ngôn ngữ Bantu                                                     |                                                                         |                                                                                    |
| Gilbert hoặc Kiribati                                                   | Ngữ tộc Mã Lai-Đa Đảo                                                   |                                                                         |                                                                                    |
| Gilek                                                                   | Ngữ chi Iran                                                            |                                                                         |                                                                                    |
| Goaria                                                                  | Ngữ tộc Ấn-Iran                                                         |                                                                         |                                                                                    |
| Gondi                                                                   | Ngữ hệ Dravida, Ấn Độ                                                   |                                                                         |                                                                                    |
| Gongduk                                                                 | Ngữ hệ Hán-Tạng                                                         |                                                                         |                                                                                    |
| Gorani hoặc Gurani                                                      | Ngữ chi Iran                                                            |                                                                         |                                                                                    |
| Gawar-Bati hoặc Gowari hoặc Narsati                                     | Ngữ tộc Ấn-Iran                                                         |                                                                         |                                                                                    |
| Greenland hoặc Kalaallisut                                              | Ngữ hệ Eskimo-Aleut, Bắc Mỹ                                             |                                                                         |                                                                                    |
| Gruzia                                                                  | Nhóm ngôn ngữ Kartvelia                                                 |                                                                         |                                                                                    |
| Guaraní                                                                 | Ngữ hệ Tupi, Nam Mỹ                                                     |                                                                         |                                                                                    |
| Gujarat hoặc Gujarati                                                   | Ngữ tộc Ấn-Iran                                                         |                                                                         |                                                                                    |
| Gula Iro hoặc Kulaal                                                    | Ngữ tộc Adamawa, tây châu Phi                                           |                                                                         |                                                                                    |
| Gullah hoặc Tiếng Anh Creole Sea Island                                 | Ngôn ngữ Creole                                                         |                                                                         |                                                                                    |
| Gusii                                                                   | Nhóm ngôn ngữ Bantu                                                     |                                                                         |                                                                                    |
| Gwichʼin                                                                | Ngữ hệ Na-Dené, Bắc Mỹ                                                  |                                                                         |                                                                                    |
| H Mục lục : A Ă Â B C D Đ E F G H I J K L M N O P Q R S T U Ư V W X Y Z |                                                                         |                                                                         |                                                                                    |
| Hà Lan                                                                  | Nhóm ngôn ngữ German                                                    |                                                                         |                                                                                    |
| Hà Nhì (Hani)                                                           | Ngữ tộc Tạng-Miến                                                       |                                                                         |                                                                                    |
| Hạ Sorbia                                                               | Ngữ tộc Slav                                                            |                                                                         |                                                                                    |
| Hadza hoặc Hatsa                                                        | Ngôn ngữ biệt lập                                                       |                                                                         |                                                                                    |
| Haida hoặc Masset                                                       | Ngữ hệ Na-Dené, Bắc Mỹ                                                  |                                                                         |                                                                                    |
| Haiti                                                                   | Ngôn ngữ Creole                                                         |                                                                         |                                                                                    |
| Hän                                                                     | Ngữ hệ Na-Dené, Bắc Mỹ                                                  |                                                                         |                                                                                    |
| Harari                                                                  | Nhóm ngôn ngữ Semit                                                     |                                                                         |                                                                                    |
| Harauti                                                                 | Ngữ tộc Ấn-Iran                                                         |                                                                         |                                                                                    |
| Harsusi                                                                 | Nhóm ngôn ngữ Semit                                                     |                                                                         |                                                                                    |
| Haryana                                                                 | Ngữ tộc Ấn-Iran, phương ngữ của Tiếng Hindi                             |                                                                         |                                                                                    |
| Harzan                                                                  | Ngữ chi Iran                                                            |                                                                         |                                                                                    |
| Hausa                                                                   | Ngữ hệ Phi-Á                                                            |                                                                         |                                                                                    |
| Havasupai hoặc Upland Yuman                                             | Ngữ hệ Hokan?, Bắc Mỹ                                                   |                                                                         |                                                                                    |
| Hawaii                                                                  | Ngữ tộc Mã Lai-Đa Đảo                                                   |                                                                         |                                                                                    |
| Hawaii Pidgin Sign                                                      | Ngôn ngữ ký hiệu                                                        |                                                                         |                                                                                    |
| Hazaragi                                                                | Ngữ chi Iran, phương ngữ của Tiếng Ba Tư                                |                                                                         |                                                                                    |
| Hebrew                                                                  | Nhóm ngôn ngữ Semit                                                     |                                                                         |                                                                                    |
| Herero                                                                  | Nhóm ngôn ngữ Bantu                                                     |                                                                         |                                                                                    |
| Hertevin                                                                | Nhóm ngôn ngữ Semit                                                     |                                                                         |                                                                                    |
| Hiligaynon                                                              | Ngữ tộc Mã Lai-Đa Đảo                                                   |                                                                         |                                                                                    |
| Hindi                                                                   | Ngữ tộc Ấn-Iran                                                         |                                                                         |                                                                                    |
| Hinukh                                                                  | Nhóm ngôn ngữ Đông Bắc Kavkaz                                           |                                                                         |                                                                                    |
| Hiri Motu                                                               | Dạng đơn giản hóa của tiếng Motu, một ngôn ngữ Nam Đảo                  |                                                                         |                                                                                    |
| Hixkaryana                                                              | Ngữ hệ Carib                                                            |                                                                         |                                                                                    |
| H'Mông                                                                  | Ngữ hệ H'Mông-Miền                                                      |                                                                         |                                                                                    |
| Ho                                                                      | Ngữ hệ Nam Á                                                            |                                                                         |                                                                                    |
| Hobyót                                                                  | Nhóm ngôn ngữ Semit                                                     |                                                                         |                                                                                    |
| Hopi                                                                    | Ngữ hệ Ute-Aztec, Trung Mỹ                                              |                                                                         |                                                                                    |
| Hulaula                                                                 | Nhóm ngôn ngữ Semit                                                     |                                                                         |                                                                                    |
| Hungary                                                                 | Ngữ hệ Ural                                                             |                                                                         |                                                                                    |
| Hutterite German                                                        | Nhóm ngôn ngữ German                                                    |                                                                         |                                                                                    |
| Hy Lạp                                                                  | Ngữ hệ Ấn-Âu                                                            |                                                                         |                                                                                    |
| I Mục lục : A Ă Â B C D Đ E F G H I J K L M N O P Q R S T U Ư V W X Y Z |                                                                         |                                                                         |                                                                                    |
| Ibibio                                                                  | Ngữ tộc Atlantic-Congo                                                  |                                                                         |                                                                                    |
| Iban                                                                    | Ngữ tộc Mã Lai-Đa Đảo                                                   |                                                                         |                                                                                    |
| Ibanag                                                                  | Ngữ tộc Mã Lai-Đa Đảo                                                   |                                                                         |                                                                                    |
| Iceland                                                                 | Nhóm ngôn ngữ German                                                    |                                                                         |                                                                                    |
| Ifè                                                                     | Nhóm ngôn ngữ Volta-Niger                                               |                                                                         |                                                                                    |
| Igbo hoặc Ibo hoặc Biafra                                               | Nhóm ngôn ngữ Volta-Niger                                               |                                                                         |                                                                                    |
| Ikalanga hoặc Kalanga                                                   | Nhóm ngôn ngữ Bantu                                                     |                                                                         |                                                                                    |
| Ili Turki                                                               | Nhóm ngôn ngữ Turk                                                      |                                                                         |                                                                                    |
| Ilokano hoặc Ilocano                                                    | Ngữ tộc Mã Lai-Đa Đảo                                                   |                                                                         |                                                                                    |
| Indonesia                                                               | Ngữ tộc Mã Lai-Đa Đảo                                                   |                                                                         |                                                                                    |
| Ingrian hoặc Izhorian                                                   | Ngữ hệ Ural                                                             |                                                                         |                                                                                    |
| Ingush                                                                  | Nhóm ngôn ngữ Đông Bắc Kavkaz                                           |                                                                         |                                                                                    |
| Inuktitut                                                               | Ngữ hệ Eskimo-Aleut, Bắc Mỹ                                             |                                                                         |                                                                                    |
| Inupiaq                                                                 | Ngữ hệ Eskimo-Aleut, Bắc Mỹ                                             |                                                                         |                                                                                    |
| Inuvialuktun                                                            | Ngữ hệ Eskimo-Aleut, Bắc Mỹ                                             |                                                                         |                                                                                    |
| Iraqw                                                                   | Ngữ hệ Phi-Á                                                            |                                                                         |                                                                                    |
| Ireland hoặc Irish Gaelic                                               | Ngữ tộc Celt                                                            |                                                                         |                                                                                    |
| Irish Sign                                                              | Ngôn ngữ ký hiệu                                                        |                                                                         |                                                                                    |
| Irula                                                                   | Ngữ hệ Dravida, Ấn Độ                                                   |                                                                         |                                                                                    |
| Isan hay Thái Đông Bắc                                                  | Ngữ hệ Tai-Kadai                                                        |                                                                         |                                                                                    |
| Ishkashimi hoặc Ishkashmi                                               | Ngữ chi Iran                                                            |                                                                         |                                                                                    |
| Istro-Romanian                                                          | Nhóm ngôn ngữ Rôman                                                     |                                                                         |                                                                                    |
| Itelmen hoặc Kamchadal                                                  | Ngữ hệ Chukotko-Kamchatka, Đông Á                                       |                                                                         |                                                                                    |
| J Mục lục : A Ă Â B C D Đ E F G H I J K L M N O P Q R S T U Ư V W X Y Z |                                                                         |                                                                         |                                                                                    |
| Jacaltec hoặc Jakalteko                                                 | Ngữ hệ Maya                                                             |                                                                         |                                                                                    |
| Jalaa                                                                   | không phân loại, có thể là Ngữ hệ Niger-Congo                           |                                                                         |                                                                                    |
| Jaqaru                                                                  | Nhóm ngôn ngữ Aymara, Trung Mỹ                                          |                                                                         |                                                                                    |
| Java                                                                    | Ngữ tộc Mã Lai-Đa Đảo                                                   |                                                                         |                                                                                    |
| Jibbali hoặc Shehri                                                     | Nhóm ngôn ngữ Semit                                                     |                                                                         |                                                                                    |
| Jewish Babylonian Aramaic                                               | Tiếng Aramaic                                                           |                                                                         |                                                                                    |
| Jicarilla                                                               | Ngữ hệ Na-Dené, Bắc Mỹ                                                  |                                                                         |                                                                                    |
| Juang                                                                   | Ngữ hệ Nam Á                                                            |                                                                         |                                                                                    |
| Jurchen                                                                 | Ngữ hệ Tungus, đông bắc Á                                               |                                                                         |                                                                                    |
| K Mục lục : A Ă Â B C D Đ E F G H I J K L M N O P Q R S T U Ư V W X Y Z |                                                                         |                                                                         |                                                                                    |
| Kabardian                                                               | Nhóm ngôn ngữ Tây Bắc Kavkaz                                            |                                                                         |                                                                                    |
| Kabyle                                                                  | Nhóm ngôn ngữ Berber, Bắc Phi                                           |                                                                         |                                                                                    |
| Jingpho hoặc Jingpo                                                     | Ngữ tộc Tạng-Miến                                                       |                                                                         |                                                                                    |
| Kalami hoặc Gawri hoặc Dirwali                                          | Ngữ tộc Ấn-Iran                                                         |                                                                         |                                                                                    |
| Kalash                                                                  | Ngữ tộc Ấn-Iran                                                         |                                                                         |                                                                                    |
| Kalmyk hoặc Oirat                                                       | Ngữ hệ Mông Cổ                                                          |                                                                         |                                                                                    |
| Kalto hoặc Nahali                                                       | Ngữ tộc Ấn-Iran                                                         |                                                                         |                                                                                    |
| Kankana-ey hoặc Kankanaey                                               | Ngữ tộc Mã Lai-Đa Đảo                                                   |                                                                         |                                                                                    |
| Kannada                                                                 | Ngữ hệ Dravida, Ấn Độ                                                   |                                                                         |                                                                                    |
| Kaonde hoặc Chikaonde                                                   | Nhóm ngôn ngữ Bantu                                                     |                                                                         |                                                                                    |
| Kapampangan                                                             | Ngữ tộc Mã Lai-Đa Đảo                                                   |                                                                         |                                                                                    |
| Karachay-Balkar                                                         | Nhóm ngôn ngữ Turk                                                      |                                                                         |                                                                                    |
| Karagas                                                                 | Nhóm ngôn ngữ Turk                                                      |                                                                         |                                                                                    |
| Karaim                                                                  | Nhóm ngôn ngữ Turk                                                      |                                                                         |                                                                                    |
| Karelia                                                                 | Ngữ hệ Ural                                                             |                                                                         |                                                                                    |
| Kashmir                                                                 | Ngữ tộc Ấn-Iran                                                         |                                                                         |                                                                                    |
| Kashubia                                                                | Ngữ tộc Slav                                                            |                                                                         |                                                                                    |
| Kazakh                                                                  | Nhóm ngôn ngữ Turk                                                      |                                                                         |                                                                                    |
| Kerek                                                                   | Paleosiberian                                                           |                                                                         |                                                                                    |
| Ket                                                                     | Ngữ hệ Chukotko-Kamchatka, Đông Á                                       |                                                                         |                                                                                    |
| Khách Gia                                                               | Tiếng Trung Quốc                                                        |                                                                         |                                                                                    |
| Khakas                                                                  | Nhóm ngôn ngữ Turk                                                      |                                                                         |                                                                                    |
| Khalaj                                                                  | Nhóm ngôn ngữ Turk                                                      |                                                                         |                                                                                    |
| Kham hoặc Sheshi                                                        | Ngữ tộc Tạng-Miến                                                       |                                                                         |                                                                                    |
| Khandesh                                                                | Ngữ tộc Ấn-Iran                                                         |                                                                         |                                                                                    |
| Khanty hoặc Ostyak                                                      | Ngữ hệ Ural                                                             |                                                                         |                                                                                    |
| Khasi                                                                   | Ngữ hệ Nam Á                                                            |                                                                         |                                                                                    |
| Khiết Đan                                                               | Nhóm ngôn ngữ Liên Mongol?                                              |                                                                         |                                                                                    |
| Khmer                                                                   | Ngữ hệ Nam Á                                                            |                                                                         |                                                                                    |
| Khowar                                                                  | Ngữ tộc Ấn-Iran                                                         |                                                                         |                                                                                    |
| Khơ Mú (Khmu)                                                           | Ngữ hệ Nam Á                                                            |                                                                         |                                                                                    |
| Kimatuumbi                                                              | Nhóm ngôn ngữ Bantu                                                     |                                                                         |                                                                                    |
| Kinaray-a hoặc Hiraya                                                   | Ngữ tộc Mã Lai-Đa Đảo                                                   |                                                                         |                                                                                    |
| Kinyarwanda                                                             | Nhóm ngôn ngữ Bantu                                                     |                                                                         |                                                                                    |
| Kirombo                                                                 | Nhóm ngôn ngữ Bantu                                                     |                                                                         |                                                                                    |
| Kirundi                                                                 | Nhóm ngôn ngữ Bantu                                                     |                                                                         |                                                                                    |
| Kivunjo                                                                 | Nhóm ngôn ngữ Bantu                                                     |                                                                         |                                                                                    |
| Klallam hoặc Clallam                                                    | Ngữ hệ Salish                                                           |                                                                         |                                                                                    |
| Kodava Takk hoặc Kodagu hoặc Coorgi                                     | Ngữ hệ Dravida, Ấn Độ                                                   |                                                                         |                                                                                    |
| Kohistani hoặc Khili                                                    | Ngữ tộc Ấn-Iran                                                         |                                                                         |                                                                                    |
| Kolami                                                                  | Ngữ hệ Dravida, Ấn Độ                                                   |                                                                         |                                                                                    |
| Komi hoặc Komi-Zyrian                                                   | Ngữ hệ Ural                                                             |                                                                         |                                                                                    |
| Konkan                                                                  | Ngữ tộc Ấn-Iran                                                         |                                                                         |                                                                                    |
| Kongo hoặc Kikongo                                                      | Nhóm ngôn ngữ Bantu                                                     |                                                                         |                                                                                    |
| Koraga                                                                  | Ngữ hệ Dravida, Ấn Độ                                                   |                                                                         |                                                                                    |
| Korandje                                                                | Ngữ hệ Nin-Sahara                                                       |                                                                         |                                                                                    |
| Korku                                                                   | Ngữ hệ Nam Á                                                            |                                                                         |                                                                                    |
| Korowai                                                                 | Liên New Guinea                                                         |                                                                         |                                                                                    |
| Korwa                                                                   | Ngữ hệ Nam Á                                                            |                                                                         |                                                                                    |
| Koryak                                                                  | Ngữ hệ Chukotko-Kamchatka, Đông Á                                       |                                                                         |                                                                                    |
| Kosrae                                                                  | Ngữ tộc Mã Lai-Đa Đảo                                                   |                                                                         |                                                                                    |
| Kota                                                                    | Ngữ hệ Dravida, Ấn Độ                                                   |                                                                         |                                                                                    |
| Koyra Chiini hoặc Western Songhay                                       | Ngữ hệ Nin-Sahara                                                       |                                                                         |                                                                                    |
| Koy Sanjaq Surat                                                        | Nhóm ngôn ngữ Semit                                                     |                                                                         |                                                                                    |
| Koya                                                                    | Ngữ hệ Dravida, Ấn Độ                                                   |                                                                         |                                                                                    |
| Krymchak hoặc Judeo-Crimean Tatar                                       | Nhóm ngôn ngữ Turk                                                      |                                                                         |                                                                                    |
| Kujarge                                                                 | không phân loại, có thể là Chadic                                       |                                                                         |                                                                                    |
| Kui (India)                                                             | Ngữ hệ Dravida, Ấn Độ                                                   |                                                                         |                                                                                    |
| Kumaun                                                                  | Ngữ tộc Ấn-Iran                                                         |                                                                         |                                                                                    |
| Kumyk                                                                   | Nhóm ngôn ngữ Turk                                                      |                                                                         |                                                                                    |
| Kumzar                                                                  | Ngữ chi Iran                                                            |                                                                         |                                                                                    |
| !Kung                                                                   | Ngữ hệ Khoisan, châu Phi                                                |                                                                         |                                                                                    |
| Kurd                                                                    | Ngữ chi Iran                                                            |                                                                         |                                                                                    |
| Kurukh hoặc Kurux                                                       | Ngữ hệ Dravida, Ấn Độ                                                   |                                                                         |                                                                                    |
| Kusunda                                                                 | Ngôn ngữ biệt lập                                                       |                                                                         |                                                                                    |
| Kutenai hoặc Kootenay hoặc Ktunaxa                                      | Ngôn ngữ biệt lập                                                       |                                                                         |                                                                                    |
| Kuy                                                                     | Ngữ hệ Nam Á                                                            |                                                                         |                                                                                    |
| Kwanyama hoặc Ovambo                                                    | Nhóm ngôn ngữ Bantu                                                     |                                                                         |                                                                                    |
| Kxoe                                                                    | Ngữ hệ Khoisan, châu Phi                                                |                                                                         |                                                                                    |
| Ký hiệu Anh                                                             | Ngôn ngữ ký hiệu                                                        |                                                                         |                                                                                    |
| Ký hiệu Đài Loan                                                        | Ngôn ngữ ký hiệu                                                        |                                                                         |                                                                                    |
| Ký hiệu Đức                                                             | Ngôn ngữ ký hiệu                                                        |                                                                         |                                                                                    |
| Ký hiệu Malaysia                                                        | Ngôn ngữ ký hiệu                                                        |                                                                         |                                                                                    |
| Ký hiệu Mỹ                                                              | Ngôn ngữ ký hiệu                                                        |                                                                         |                                                                                    |
| Ký hiệu Pháp                                                            | Ngôn ngữ ký hiệu                                                        |                                                                         |                                                                                    |
| Ký hiệu Phần Lan-Thụy Điển                                              | Ngôn ngữ ký hiệu                                                        |                                                                         |                                                                                    |
| Kyrgyz hoặc Kirghiz                                                     | Nhóm ngôn ngữ Turk                                                      |                                                                         |                                                                                    |
| L Mục lục : A Ă Â B C D Đ E F G H I J K L M N O P Q R S T U Ư V W X Y Z |                                                                         |                                                                         |                                                                                    |
| Laal                                                                    | không phân loại                                                         |                                                                         |                                                                                    |
| Ladakh                                                                  | Ngữ tộc Tạng-Miến                                                       |                                                                         |                                                                                    |
| Ladin                                                                   | Nhóm ngôn ngữ Rôman                                                     |                                                                         |                                                                                    |
| Ladino hoặc Judeo-Spanish                                               | Nhóm ngôn ngữ Rôman                                                     |                                                                         |                                                                                    |
| Lak                                                                     | Ngữ chi Iran                                                            |                                                                         |                                                                                    |
| Lakota hoặc Lakhota hoặc Teton                                          | Ngữ hệ Sioux                                                            |                                                                         |                                                                                    |
| Lambadi hoặc Lamani hoặc Banjari                                        | Ngữ tộc Ấn-Iran                                                         |                                                                         |                                                                                    |
| Lào                                                                     | Ngữ hệ Tai-Kadai                                                        |                                                                         |                                                                                    |
| Larestani dialects                                                      | Ngữ chi Iran                                                            |                                                                         |                                                                                    |
| Latinh                                                                  | Latino-Faliscan, liturgical                                             |                                                                         |                                                                                    |
| Latgalia                                                                | Nhóm ngôn ngữ gốc Balt                                                  |                                                                         |                                                                                    |
| Latvia                                                                  | Nhóm ngôn ngữ gốc Balt                                                  |                                                                         |                                                                                    |
| Laz hoặc Lazuri                                                         | Nhóm ngôn ngữ Kartvelia                                                 |                                                                         |                                                                                    |
| León                                                                    | Nhóm ngôn ngữ Rôman                                                     |                                                                         |                                                                                    |
| Lezgi hoặc Agul                                                         | Nhóm ngôn ngữ Đông Bắc Kavkaz                                           |                                                                         |                                                                                    |
| Ligbi hoặc Ligby                                                        | Nhóm ngôn ngữ Mande, Ngữ hệ Niger-Congo?                                |                                                                         |                                                                                    |
| Limburg                                                                 | Nhóm ngôn ngữ German                                                    |                                                                         |                                                                                    |
| Lingala                                                                 | Nhóm ngôn ngữ Bantu                                                     |                                                                         |                                                                                    |
| Lipan                                                                   | Nhóm ngôn ngữ Athapaska, Bắc Mỹ                                         |                                                                         |                                                                                    |
| Lisan al-Dawat                                                          | Ngữ tộc Ấn-Iran                                                         |                                                                         |                                                                                    |
| Lishana Deni                                                            | Nhóm ngôn ngữ Semit                                                     |                                                                         |                                                                                    |
| Lishanid Noshan hoặc Lishana Didan                                      | Nhóm ngôn ngữ Semit                                                     |                                                                         |                                                                                    |
| Litva                                                                   | Nhóm ngôn ngữ gốc Balt                                                  |                                                                         |                                                                                    |
| Livonia hoặc Liv                                                        | Ngữ hệ Ural                                                             |                                                                         |                                                                                    |
| Lombard                                                                 | Nhóm ngôn ngữ Rôman                                                     |                                                                         |                                                                                    |
| Lotha                                                                   | Ngữ tộc Tạng-Miến                                                       |                                                                         |                                                                                    |
| Low German hoặc Low Saxon                                               | Nhóm ngôn ngữ German                                                    |                                                                         |                                                                                    |
| Lozi hoặc Silozi                                                        | Nhóm ngôn ngữ Bantu                                                     |                                                                         |                                                                                    |
| Lô Lô (Yi)                                                              | Ngữ hệ Hán-Tạng                                                         |                                                                         |                                                                                    |
| Ludic hoặc Ludian                                                       | Ngữ hệ Ural                                                             |                                                                         |                                                                                    |
| Lunda hoặc Chilunda                                                     | Nhóm ngôn ngữ Bantu                                                     |                                                                         |                                                                                    |
| Lur                                                                     | Ngữ chi Iran                                                            |                                                                         |                                                                                    |
| Lushootseed                                                             | Ngữ hệ Salish                                                           |                                                                         |                                                                                    |
| Lusoga hoặc Soga                                                        | Nhóm ngôn ngữ Bantu                                                     |                                                                         |                                                                                    |
| Luvale                                                                  | Nhóm ngôn ngữ Bantu                                                     |                                                                         |                                                                                    |
| Luwati                                                                  | Ngữ tộc Ấn-Iran                                                         |                                                                         |                                                                                    |
| Luxembourg                                                              | Nhóm ngôn ngữ German                                                    |                                                                         |                                                                                    |
| M Mục lục : A Ă Â B C D Đ E F G H I J K L M N O P Q R S T U Ư V W X Y Z |                                                                         |                                                                         |                                                                                    |
| Macedonia                                                               | Ngữ tộc Slav                                                            |                                                                         |                                                                                    |
| Madure                                                                  | Ngữ tộc Mã Lai-Đa Đảo                                                   |                                                                         |                                                                                    |
| Magaha                                                                  | Ngữ tộc Ấn-Iran                                                         |                                                                         |                                                                                    |
| Maguindanao                                                             | Ngữ tộc Mã Lai-Đa Đảo                                                   |                                                                         |                                                                                    |
| Maithil                                                                 | Ngữ tộc Ấn-Iran                                                         |                                                                         |                                                                                    |
| Makassar                                                                | Ngữ tộc Mã Lai-Đa Đảo                                                   |                                                                         |                                                                                    |
| Makhuwa hoặc Makua                                                      | Nhóm ngôn ngữ Bantu                                                     |                                                                         |                                                                                    |
| Makhuwa-Meetto                                                          | Nhóm ngôn ngữ Bantu                                                     |                                                                         |                                                                                    |
| Malagasy                                                                | Ngữ tộc Mã Lai-Đa Đảo                                                   |                                                                         |                                                                                    |
| Mã Lai                                                                  | Ngữ tộc Mã Lai-Đa Đảo                                                   |                                                                         |                                                                                    |
| Mã Lai Brunei                                                           | Ngữ tộc Mã Lai-Đa Đảo                                                   |                                                                         |                                                                                    |
| Malayalam                                                               | Ngữ hệ Dravida, Ấn Độ                                                   |                                                                         |                                                                                    |
| Malta                                                                   | Nhóm ngôn ngữ Semit                                                     |                                                                         |                                                                                    |
| Sauria paharia hoặc Sauria Paharia                                      | Ngữ hệ Dravida, Ấn Độ                                                   |                                                                         |                                                                                    |
| Malvi hoặc Malavi hoặc Ujjaini                                          | Ngữ tộc Ấn-Iran                                                         |                                                                         |                                                                                    |
| Mam                                                                     | Ngữ hệ Maya                                                             |                                                                         |                                                                                    |
| Mãn                                                                     | Ngữ hệ Tungus, đông bắc Á                                               |                                                                         |                                                                                    |
| Manda                                                                   | Nhóm ngôn ngữ Semit                                                     |                                                                         |                                                                                    |
| Mandinka                                                                | Nhóm ngôn ngữ Mande, Ngữ hệ Niger-Congo?                                |                                                                         |                                                                                    |
| Mảng                                                                    | Ngữ hệ Nam Á                                                            |                                                                         |                                                                                    |
| Mansi hoặc Vogul                                                        | Ngữ hệ Ural                                                             |                                                                         |                                                                                    |
| Man                                                                     | Ngữ tộc Celt                                                            |                                                                         |                                                                                    |
| Manyika                                                                 | Nhóm ngôn ngữ Bantu                                                     |                                                                         |                                                                                    |
| Maori                                                                   | Ngữ tộc Mã Lai-Đa Đảo                                                   |                                                                         |                                                                                    |
| Mapudungun hoặc Mapuche                                                 | Ngôn ngữ biệt lập                                                       |                                                                         |                                                                                    |
| Maranao                                                                 | Ngữ tộc Mã Lai-Đa Đảo                                                   |                                                                         |                                                                                    |
| Marathi                                                                 | Ngữ tộc Ấn-Iran                                                         |                                                                         |                                                                                    |
| Mari hoặc Cheremis                                                      | Ngữ hệ Ural                                                             |                                                                         |                                                                                    |
| Maria (India)                                                           | Ngữ hệ Dravida, Ấn Độ                                                   |                                                                         |                                                                                    |
| Marquesan                                                               | Ngữ tộc Mã Lai-Đa Đảo                                                   |                                                                         |                                                                                    |
| Marshall hoặc Ebon                                                      | Ngữ tộc Mã Lai-Đa Đảo                                                   |                                                                         |                                                                                    |
| Martha's Vineyard Sign                                                  | Ngôn ngữ ký hiệu                                                        |                                                                         |                                                                                    |
| Masaba                                                                  | Nhóm ngôn ngữ Bantu                                                     |                                                                         |                                                                                    |
| Masbateño hoặc Minasbate                                                | Ngữ tộc Mã Lai-Đa Đảo                                                   |                                                                         |                                                                                    |
| Meitei hoặc Manipuri hoặc Meithei                                       | Ngữ tộc Tạng-Miến                                                       |                                                                         |                                                                                    |
| Maya Yucatec                                                            | Ngữ hệ Maya                                                             |                                                                         |                                                                                    |
| Maya Yucatec ký hiệu                                                    | Ngôn ngữ ký hiệu                                                        |                                                                         |                                                                                    |
| Mazandarani hoặc Tabari                                                 | Ngữ chi Iran                                                            |                                                                         |                                                                                    |
| Meänkieli hoặc Tornedalen Finnish                                       | Ngữ hệ Ural                                                             |                                                                         |                                                                                    |
| Megleno-Romanian                                                        | Nhóm ngôn ngữ Rôman                                                     |                                                                         |                                                                                    |
| Mingrelia hoặc Mingrelian                                               | Nhóm ngôn ngữ Kartvelia                                                 |                                                                         |                                                                                    |
| Mehri hoặc Mahri                                                        | Nhóm ngôn ngữ Semit                                                     |                                                                         |                                                                                    |
| Menominee                                                               | Ngữ hệ Algic, Bắc Mỹ                                                    |                                                                         |                                                                                    |
| Mentawai                                                                | Ngữ tộc Mã Lai-Đa Đảo                                                   |                                                                         |                                                                                    |
| Meroitic                                                                | Chưa được phân loại, có thể là Ngữ hệ Nin-Sahara hoặc Ngôn ngữ biệt lập |                                                                         |                                                                                    |
| Mescalero                                                               | Ngữ hệ Na-Dené, Bắc Mỹ                                                  |                                                                         |                                                                                    |
| Meru hoặc Kimeru                                                        | Nhóm ngôn ngữ Bantu                                                     |                                                                         |                                                                                    |
| Michif                                                                  | Tiếng pha trộn giữa Tiếng Pháp và tiếng Cree                            |                                                                         |                                                                                    |
| Miến Điện                                                               | Ngữ tộc Tạng-Miến                                                       |                                                                         |                                                                                    |
| Mikasuki hoặc Miccosukee                                                | Ngữ hệ Muskogee, Bắc Mỹ                                                 |                                                                         |                                                                                    |
| Mi'kmaq hoặc Micmac                                                     | Ngữ hệ Algic, Bắc Mỹ                                                    |                                                                         |                                                                                    |
| Minangkabau                                                             | Ngữ tộc Mã Lai-Đa Đảo                                                   |                                                                         |                                                                                    |
| Miranda                                                                 | Nhóm ngôn ngữ Rôman                                                     |                                                                         |                                                                                    |
| M'Nông hoặc Mnong                                                       | Ngữ hệ Nam Á                                                            |                                                                         |                                                                                    |
| Mobilian Jargon                                                         | Pidgin, dựa theo tiếng Choctaw và Tiếng Pháp                            |                                                                         |                                                                                    |
| Moghol                                                                  | Ngữ hệ Mông Cổ                                                          |                                                                         |                                                                                    |
| Mohawk                                                                  | Ngữ hệ Iroquois, Bắc Mỹ                                                 |                                                                         |                                                                                    |
| Moksha                                                                  | Ngữ hệ Ural                                                             |                                                                         |                                                                                    |
| Molengue                                                                | Nhóm ngôn ngữ Bantu                                                     |                                                                         |                                                                                    |
| Môn                                                                     | Ngữ hệ Nam Á                                                            |                                                                         |                                                                                    |
| Mông Cổ                                                                 | Ngữ hệ Mông Cổ                                                          |                                                                         |                                                                                    |
| Mono (Congo)                                                            | Nhóm ngôn ngữ Ubangi                                                    |                                                                         |                                                                                    |
| Mono (California)                                                       | Ngữ hệ Ute-Aztec, Trung Mỹ                                              |                                                                         |                                                                                    |
| Mono (quần đảo Solomon)                                                 | Ngữ tộc Mã Lai-Đa Đảo                                                   |                                                                         |                                                                                    |
| Montagnais                                                              | Ngữ hệ Algic, Bắc Mỹ                                                    |                                                                         |                                                                                    |
| Montenegro                                                              | Ngữ tộc Slav                                                            |                                                                         |                                                                                    |
| Motu                                                                    | Ngữ tộc Mã Lai-Đa Đảo                                                   |                                                                         |                                                                                    |
| Muher                                                                   | Nhóm ngôn ngữ Semit                                                     |                                                                         |                                                                                    |
| Munda                                                                   | Ngữ hệ Nam Á                                                            |                                                                         |                                                                                    |
| Munji                                                                   | Ngữ chi Iran                                                            |                                                                         |                                                                                    |
| Mường                                                                   | Ngữ hệ Nam Á                                                            |                                                                         |                                                                                    |
| Muria                                                                   | Ngữ hệ Dravida, Ấn Độ                                                   |                                                                         |                                                                                    |
| Murrinh-patha                                                           | Ngữ hệ Nam Daly ?                                                       |                                                                         |                                                                                    |
| N Mục lục : A Ă Â B C D Đ E F G H I J K L M N O P Q R S T U Ư V W X Y Z |                                                                         |                                                                         |                                                                                    |
| Nafaanra                                                                | Ngữ tộc Atlantic-Congo                                                  |                                                                         |                                                                                    |
| Nagarchal                                                               | Ngữ hệ Dravida, Ấn Độ                                                   |                                                                         |                                                                                    |
| Nahuatl                                                                 | Ngữ hệ Ute-Aztec, Trung Mỹ                                              |                                                                         |                                                                                    |
| Nama                                                                    | Ngữ hệ Khoisan, châu Phi                                                |                                                                         |                                                                                    |
| Nam Estonia                                                             | Ngữ hệ Ural                                                             |                                                                         |                                                                                    |
| Nam Sami                                                                | Ngữ hệ Ural                                                             |                                                                         |                                                                                    |
| Nanai                                                                   | Ngữ hệ Tungus, đông bắc Á                                               |                                                                         |                                                                                    |
| Nauru                                                                   | Ngữ tộc Mã Lai-Đa Đảo                                                   |                                                                         |                                                                                    |
| Navajo hoặc Navaho                                                      | Ngữ hệ Na-Dené, Bắc Mỹ                                                  |                                                                         |                                                                                    |
| Ndau hoặc Southeast Shona                                               | Nhóm ngôn ngữ Bantu                                                     |                                                                         |                                                                                    |
| Ndebele                                                                 | Nhóm ngôn ngữ Bantu                                                     |                                                                         |                                                                                    |
| Ndonga                                                                  | Nhóm ngôn ngữ Bantu                                                     |                                                                         |                                                                                    |
| Napoli                                                                  | Nhóm ngôn ngữ Rôman                                                     |                                                                         |                                                                                    |
| Negidal                                                                 | Ngữ hệ Tungus, đông bắc Á                                               |                                                                         |                                                                                    |
| Nenets hoặc Yurak                                                       | Nhóm ngôn ngữ Samoyed, Bắc Âu - Á                                       |                                                                         |                                                                                    |
| Nepal Bhasa hoặc Newari                                                 | Ngữ tộc Tạng-Miến                                                       |                                                                         |                                                                                    |
| Nepal                                                                   | Ngữ tộc Ấn-Iran                                                         |                                                                         |                                                                                    |
| New Zealand Sign                                                        | Ngôn ngữ ký hiệu                                                        |                                                                         |                                                                                    |
| Nihali hoặc Nahali                                                      | Ngôn ngữ biệt lập                                                       |                                                                         |                                                                                    |
| Nganasan hoặc Tavgi                                                     | Nhóm ngôn ngữ Samoyed, Bắc Âu - Á                                       |                                                                         |                                                                                    |
| Ngô                                                                     | Tiếng Trung Quốc                                                        |                                                                         |                                                                                    |
| Ngumba                                                                  | Nhóm ngôn ngữ Bantu                                                     |                                                                         |                                                                                    |
| Nhật                                                                    | Ngữ hệ Nhật Bản                                                         |                                                                         |                                                                                    |
| Nheengatu hoặc Geral hoặc Modern Tupí                                   | Ngữ hệ Tupi, Nam Mỹ                                                     |                                                                         |                                                                                    |
| Nias                                                                    | Ngữ tộc Mã Lai-Đa Đảo, Indonesia                                        |                                                                         |                                                                                    |
| Nicaraguan Sign                                                         | Ngôn ngữ ký hiệu                                                        |                                                                         |                                                                                    |
| Niellim                                                                 | Ngữ tộc Atlantic-Congo                                                  |                                                                         |                                                                                    |
| Nigerian Pidgin                                                         | Pidgin, dựa trên tiếng Anh                                              |                                                                         |                                                                                    |
| Nisenan                                                                 | Penutian, Maiduan                                                       |                                                                         |                                                                                    |
| Niue                                                                    | Ngữ tộc Mã Lai-Đa Đảo                                                   |                                                                         |                                                                                    |
| Nivkh hoặc Gilyak                                                       | Ngôn ngữ biệt lập                                                       |                                                                         |                                                                                    |
| Nogai                                                                   | Nhóm ngôn ngữ Turk                                                      |                                                                         |                                                                                    |
| Norfuk hoặc Norfolk hoặc Pitcairn-Norfolk                               | Tiếng Cant, dựa theo tiếng Anh-tiếng Tahiti                             |                                                                         |                                                                                    |
| Norman hoặc Norman-French                                               | Nhóm ngôn ngữ Rôman                                                     |                                                                         |                                                                                    |
| Northern Straits Salish                                                 | Ngữ hệ Salish                                                           |                                                                         |                                                                                    |
| Northern Yukaghir                                                       | Ngữ hệ Yukaghir                                                         |                                                                         |                                                                                    |
| Na Uy (Bokmål, Nynorsk, Riksmål)                                        | Nhóm ngôn ngữ German                                                    |                                                                         |                                                                                    |
| Nuer                                                                    | Ngữ hệ Nin-Sahara                                                       |                                                                         |                                                                                    |
| Nuxálk hoặc Bella Coola                                                 | Ngữ hệ Salish                                                           |                                                                         |                                                                                    |
| Nyabwa                                                                  | Ngữ tộc Atlantic-Congo                                                  |                                                                         |                                                                                    |
| Nyah Kur                                                                | Ngữ hệ Nam Á                                                            |                                                                         |                                                                                    |
| Nyangumarta                                                             | Ngữ hệ Pama-Nyungar                                                     |                                                                         |                                                                                    |
| Nyoro                                                                   | Nhóm ngôn ngữ Bantu                                                     |                                                                         |                                                                                    |
| N/u                                                                     | Ngữ hệ Khoisan, châu Phi                                                |                                                                         |                                                                                    |
| O Mục lục : A Ă Â B C D Đ E F G H I J K L M N O P Q R S T U Ư V W X Y Z |                                                                         |                                                                         |                                                                                    |
| Occitan                                                                 | Nhóm ngôn ngữ Rôman                                                     |                                                                         |                                                                                    |
| Ojibwe hoặc Ojibwa hoặc Chippewa                                        | Ngữ hệ Algic, Bắc Mỹ                                                    |                                                                         |                                                                                    |
| Okinawa                                                                 | Ngữ hệ Nhật Bản                                                         |                                                                         |                                                                                    |
| Ollari                                                                  | Ngữ hệ Dravida, Ấn Độ                                                   |                                                                         |                                                                                    |
| Olonets hoặc Liv hoặc Livvi hoặc Karelia Olonets                        | Ngữ hệ Ural                                                             |                                                                         |                                                                                    |
| Omagua                                                                  | Ngữ hệ Tupi, Nam Mỹ                                                     |                                                                         |                                                                                    |
| Ongota                                                                  | Ngữ hệ Phi-Á                                                            |                                                                         |                                                                                    |
| Oriya                                                                   | Ngữ tộc Ấn-Iran                                                         |                                                                         |                                                                                    |
| Ormur                                                                   | Ngữ chi Iran                                                            |                                                                         |                                                                                    |
| Oroch                                                                   | Ngữ hệ Tungus, đông bắc Á                                               |                                                                         |                                                                                    |
| Orok                                                                    | Ngữ hệ Tungus, đông bắc Á                                               |                                                                         |                                                                                    |
| Oromo hoặc Afaan Oromoo                                                 | Ngữ hệ Phi-Á                                                            |                                                                         |                                                                                    |
| Ossetia                                                                 | Ngữ chi Iran                                                            |                                                                         |                                                                                    |
| P Mục lục : A Ă Â B C D Đ E F G H I J K L M N O P Q R S T U Ư V W X Y Z |                                                                         |                                                                         |                                                                                    |
| Páez hoặc Nasa Yuwe                                                     | Ngôn ngữ biệt lập                                                       |                                                                         |                                                                                    |
| Palau                                                                   | Ngữ tộc Mã Lai-Đa Đảo                                                   |                                                                         |                                                                                    |
| Pangasinan                                                              | Ngữ tộc Mã Lai-Đa Đảo                                                   |                                                                         |                                                                                    |
| Papiamento hoặc Papiamentu                                              | Ngôn ngữ Creole                                                         |                                                                         |                                                                                    |
| Parach                                                                  | Ngữ chi Iran                                                            |                                                                         |                                                                                    |
| Parya                                                                   | Ngữ tộc Ấn-Iran                                                         |                                                                         |                                                                                    |
| Pashtun hoặc Pushto hoặc Pashtu                                         | Ngữ chi Iran                                                            |                                                                         |                                                                                    |
| Pennsylvania Dutch hoặc Pennsylvania German                             | Nhóm ngôn ngữ German                                                    |                                                                         |                                                                                    |
| Phalura                                                                 | Ngữ tộc Ấn-Iran                                                         |                                                                         |                                                                                    |
| Phạn                                                                    | Ngữ tộc Ấn-Iran, liturgical                                             |                                                                         |                                                                                    |
| Pháp                                                                    | Nhóm ngôn ngữ Rôman                                                     |                                                                         |                                                                                    |
| Phần Lan                                                                | Ngữ hệ Ural                                                             |                                                                         |                                                                                    |
| Phuthi                                                                  | Nhóm ngôn ngữ Bantu                                                     |                                                                         |                                                                                    |
| Picard                                                                  | Nhóm ngôn ngữ Rôman                                                     |                                                                         |                                                                                    |
| Pict                                                                    | Ngữ tộc Celt?                                                           |                                                                         |                                                                                    |
| Pirahã                                                                  | Nhóm ngôn ngữ Mura (Amazonas)                                           |                                                                         |                                                                                    |
| Plautdietsch hoặc Mennonite Low German                                  | Nhóm ngôn ngữ German                                                    |                                                                         |                                                                                    |
| Pothohari hoặc Pahari-Potwari                                           | Ngữ tộc Ấn-Iran                                                         |                                                                         |                                                                                    |
| Pradhan hoặc Pardhan                                                    | Ngữ hệ Dravida, Ấn Độ                                                   |                                                                         |                                                                                    |
| Puelche                                                                 | Ngôn ngữ biệt lập                                                       |                                                                         |                                                                                    |
| Puma                                                                    | Ngữ tộc Tạng-Miến                                                       |                                                                         |                                                                                    |
| Punjab hoặc Panjabi hoặc Gurmukhi                                       | Ngữ tộc Ấn-Iran                                                         |                                                                         |                                                                                    |
| Purépecha                                                               | Ngôn ngữ biệt lập                                                       |                                                                         |                                                                                    |
| Q Mục lục : A Ă Â B C D Đ E F G H I J K L M N O P Q R S T U Ư V W X Y Z |                                                                         |                                                                         |                                                                                    |
| Qaraqalpaq                                                              | Nhóm ngôn ngữ Turk                                                      |                                                                         |                                                                                    |
| Qashqai hoặc Ghashghai                                                  | Nhóm ngôn ngữ Turk                                                      |                                                                         |                                                                                    |
| Quan thoại                                                              | Tiếng Trung Quốc                                                        |                                                                         |                                                                                    |
| Quảng Đông                                                              | Tiếng Trung Quốc                                                        |                                                                         |                                                                                    |
| Quebec Sign                                                             | Ngôn ngữ ký hiệu                                                        |                                                                         |                                                                                    |
| Quechua                                                                 | Tiếng Quechua                                                           |                                                                         |                                                                                    |
| R Mục lục : A Ă Â B C D Đ E F G H I J K L M N O P Q R S T U Ư V W X Y Z |                                                                         |                                                                         |                                                                                    |
| Rajasthan                                                               | Ngữ tộc Ấn-Iran                                                         |                                                                         |                                                                                    |
| Ratagnon hoặc Datagnon hoặc Latagnun                                    | Ngữ tộc Mã Lai-Đa Đảo                                                   |                                                                         |                                                                                    |
| România                                                                 | Nhóm ngôn ngữ Rôman                                                     |                                                                         |                                                                                    |
| Romansh hoặc Rhaeto-Romance                                             | Nhóm ngôn ngữ Rôman                                                     |                                                                         |                                                                                    |
| Romblomanon                                                             | Ngữ tộc Mã Lai-Đa Đảo                                                   |                                                                         |                                                                                    |
| Rotokas                                                                 | Ngữ hệ Papua                                                            |                                                                         |                                                                                    |
| Rotuma                                                                  | Ngữ tộc Mã Lai-Đa Đảo                                                   |                                                                         |                                                                                    |
| Runyankole hoặc Nyankore                                                | Nhóm ngôn ngữ Bantu                                                     |                                                                         |                                                                                    |
| Nga                                                                     | Ngữ tộc Slav                                                            |                                                                         |                                                                                    |
| Russian Sign                                                            | Ngôn ngữ ký hiệu                                                        |                                                                         |                                                                                    |
| Ruthenian hoặc Rusyn, Carpathian                                        | Ngữ tộc Slav                                                            |                                                                         |                                                                                    |
| S Mục lục : A Ă Â B C D Đ E F G H I J K L M N O P Q R S T U Ư V W X Y Z |                                                                         |                                                                         |                                                                                    |
| Salar                                                                   | Nhóm ngôn ngữ Turk                                                      |                                                                         |                                                                                    |
| Sami Inari                                                              | Ngữ hệ Ural                                                             |                                                                         |                                                                                    |
| Sami Kildin                                                             | Ngữ hệ Ural                                                             |                                                                         |                                                                                    |
| Sami Skolt                                                              | Ngữ hệ Ural                                                             |                                                                         |                                                                                    |
| Samoa                                                                   | Ngữ tộc Mã Lai-Đa Đảo                                                   |                                                                         |                                                                                    |
| Sandawe                                                                 | Ngữ hệ Khoisan, châu Phi                                                |                                                                         |                                                                                    |
| Sango                                                                   | Ngôn ngữ Creole                                                         |                                                                         |                                                                                    |
| Santal                                                                  | Ngữ hệ Nam Á                                                            |                                                                         |                                                                                    |
| Sara (Indonesia)                                                        | Ngữ tộc Mã Lai-Đa Đảo                                                   |                                                                         |                                                                                    |
| Saraiki hoặc Seraiki hoặc Siraiki Southern Punjabi                      | Ngữ tộc Ấn-Iran                                                         |                                                                         |                                                                                    |
| Saramaccan                                                              | Ngôn ngữ Creole                                                         |                                                                         |                                                                                    |
| Sardinian                                                               | Nhóm ngôn ngữ Rôman                                                     |                                                                         |                                                                                    |
| Sarikol                                                                 | Ngữ chi Iran                                                            |                                                                         |                                                                                    |
| Saurashtra hoặc Sourashtra                                              | Ngữ tộc Ấn-Iran                                                         |                                                                         |                                                                                    |
| Savara (Ngữ hệ Dravida)                                                 | Ngữ hệ Dravida, Ấn Độ                                                   |                                                                         |                                                                                    |
| Savi                                                                    | Ngữ tộc Ấn-Iran                                                         |                                                                         |                                                                                    |
| Sawai                                                                   | Ngữ tộc Mã Lai-Đa Đảo                                                   |                                                                         |                                                                                    |
| Scots hoặc Ulster Scots hoặc Hiberno-Scots hoặc Ullans                  | Nhóm ngôn ngữ German                                                    |                                                                         |                                                                                    |
| Séc                                                                     | Ngữ tộc Slav                                                            |                                                                         |                                                                                    |
| Selangor Sign                                                           | Ngôn ngữ ký hiệu                                                        |                                                                         |                                                                                    |
| Selkup hoặc Ostyak Samoyed                                              | Nhóm ngôn ngữ Samoyed, Bắc Âu - Á                                       |                                                                         |                                                                                    |
| Semnani                                                                 | Ngữ chi Iran                                                            |                                                                         |                                                                                    |
| Senaya                                                                  | Nhóm ngôn ngữ Semit                                                     |                                                                         |                                                                                    |
| Serbia                                                                  | Ngữ tộc Slav                                                            |                                                                         |                                                                                    |
| Serbia-Croatia                                                          | Ngữ tộc Slav                                                            |                                                                         |                                                                                    |
| Seto hoặc Setu                                                          | Ngữ hệ Ural                                                             |                                                                         |                                                                                    |
| Shan                                                                    | Ngữ hệ Tai-Kadai                                                        |                                                                         |                                                                                    |
| Shimaore                                                                | Nhóm ngôn ngữ Bantu                                                     |                                                                         |                                                                                    |
| Shina                                                                   | Ngữ tộc Ấn-Iran                                                         |                                                                         |                                                                                    |
| Shona                                                                   | Nhóm ngôn ngữ Bantu                                                     |                                                                         |                                                                                    |
| Shor                                                                    | Nhóm ngôn ngữ Turk                                                      |                                                                         |                                                                                    |
| Shoshone                                                                | Ngữ hệ Ute-Aztec, Trung Mỹ                                              |                                                                         |                                                                                    |
| Shughni                                                                 | Ngữ chi Iran                                                            |                                                                         |                                                                                    |
| Shumasht                                                                | Ngữ tộc Ấn-Iran                                                         |                                                                         |                                                                                    |
| Shuswap                                                                 | Ngữ hệ Salish                                                           |                                                                         |                                                                                    |
| Sicilia                                                                 | Nhóm ngôn ngữ Rôman                                                     |                                                                         |                                                                                    |
| Sidamo                                                                  | Ngữ hệ Phi-Á                                                            |                                                                         |                                                                                    |
| Sika                                                                    | Ngữ tộc Mã Lai-Đa Đảo                                                   |                                                                         |                                                                                    |
| Silesia                                                                 | Ngữ tộc Slav                                                            |                                                                         |                                                                                    |
| Silt'e hoặc Selti hoặc East Gurage                                      | Nhóm ngôn ngữ Semit                                                     |                                                                         |                                                                                    |
| Sindh                                                                   | Ngữ tộc Ấn-Iran                                                         |                                                                         |                                                                                    |
| Sinhala                                                                 | Ngữ tộc Ấn-Iran                                                         |                                                                         |                                                                                    |
| Sioux                                                                   | Ngữ hệ Sioux                                                            |                                                                         |                                                                                    |
| Sivand                                                                  | Ngữ chi Iran                                                            |                                                                         |                                                                                    |
| Slav Nhà thờ                                                            | Ngữ tộc Slav, ngôn ngữ hành lễ                                          |                                                                         |                                                                                    |
| Slavey                                                                  | Ngữ hệ Na-Dené, Bắc Mỹ                                                  |                                                                         |                                                                                    |
| Slovak                                                                  | Ngữ tộc Slav                                                            |                                                                         |                                                                                    |
| Slovene hoặc Slovenian                                                  | Ngữ tộc Slav                                                            |                                                                         |                                                                                    |
| Soddo hoặc Kistane                                                      | Nhóm ngôn ngữ Semit                                                     |                                                                         |                                                                                    |
| Sotho                                                                   | Nhóm ngôn ngữ Bantu                                                     |                                                                         |                                                                                    |
| Somali                                                                  | Ngữ hệ Phi-Á                                                            |                                                                         |                                                                                    |
| Sonjo hoặc Temi                                                         | Nhóm ngôn ngữ Bantu                                                     |                                                                         |                                                                                    |
| Sonsorol hoặc Sonsorol                                                  | Ngữ tộc Mã Lai-Đa Đảo                                                   |                                                                         |                                                                                    |
| Soqotra                                                                 | Nhóm ngôn ngữ Semit                                                     |                                                                         |                                                                                    |
| Sora                                                                    | Ngữ hệ Nam Á                                                            |                                                                         |                                                                                    |
| Sourashtra                                                              | Ngữ tộc Ấn-Iran                                                         |                                                                         |                                                                                    |
| Sranan Tongo                                                            | Ngôn ngữ Creole                                                         |                                                                         |                                                                                    |
| St'at'imcets hoặc Lillooet                                              | Ngữ hệ Salish                                                           |                                                                         |                                                                                    |
| Sucite hoặc Sìcìté Sénoufo                                              | Ngữ tộc Atlantic-Congo                                                  |                                                                         |                                                                                    |
| Suba                                                                    | Nhóm ngôn ngữ Bantu                                                     |                                                                         |                                                                                    |
| Sunda                                                                   | Ngữ tộc Mã Lai-Đa Đảo                                                   |                                                                         |                                                                                    |
| Supyire hoặc Supyire Senoufo                                            | Ngữ tộc Atlantic-Congo                                                  |                                                                         |                                                                                    |
| Surigaonon                                                              | Ngữ tộc Mã Lai-Đa Đảo                                                   |                                                                         |                                                                                    |
| Susu                                                                    | Nhóm ngôn ngữ Mande, Ngữ hệ Niger-Congo?                                |                                                                         |                                                                                    |
| Svan                                                                    | Nhóm ngôn ngữ Kartvelia                                                 |                                                                         |                                                                                    |
| Swahili                                                                 | Nhóm ngôn ngữ Bantu                                                     |                                                                         |                                                                                    |
| Swazi hoặc Swazi hoặc Siswati hoặc Seswati                              | Nhóm ngôn ngữ Bantu                                                     |                                                                         |                                                                                    |
| Syriac                                                                  | Nhóm ngôn ngữ Semit                                                     |                                                                         |                                                                                    |
| T Mục lục : A Ă Â B C D Đ E F G H I J K L M N O P Q R S T U Ư V W X Y Z |                                                                         |                                                                         |                                                                                    |
| Tabasaran hoặc Tabassaran                                               | Nhóm ngôn ngữ Đông Bắc Kavkaz                                           |                                                                         |                                                                                    |
| Tachelhit                                                               | Nhóm ngôn ngữ Berber, Bắc Phi                                           |                                                                         |                                                                                    |
| Tagalog                                                                 | Ngữ tộc Mã Lai-Đa Đảo                                                   |                                                                         |                                                                                    |
| Tahiti                                                                  | Ngữ tộc Mã Lai-Đa Đảo                                                   |                                                                         |                                                                                    |
| Tạng                                                                    | Ngữ tộc Tạng-Miến                                                       |                                                                         |                                                                                    |
| Tatar Krym (Tiếng Thổ Krym)                                             | Nhóm ngôn ngữ Turk                                                      |                                                                         |                                                                                    |
| Tajik                                                                   | Ngữ chi Iran                                                            |                                                                         |                                                                                    |
| Takestan                                                                | Ngữ chi Iran                                                            |                                                                         |                                                                                    |
| Tay hoặc Pák tay (ꪜꪱꪀ ꪼꪕ)                                               | Ngữ hệ Tai-Kadai                                                        |                                                                         |                                                                                    |
| Talysh                                                                  | Ngữ chi Iran                                                            |                                                                         |                                                                                    |
| Tamil                                                                   | Ngữ hệ Dravida, Ấn Độ                                                   |                                                                         |                                                                                    |
| Tanacross                                                               | Ngữ hệ Na-Dené, Bắc Mỹ                                                  |                                                                         |                                                                                    |
| Tangut                                                                  | Ngữ tộc Tạng-Miến                                                       |                                                                         |                                                                                    |
| Tarifit hoặc Rifi hoặc Riff Berber                                      | Nhóm ngôn ngữ Berber, Bắc Phi                                           |                                                                         |                                                                                    |
| Tati (Iran) hoặc Tati                                                   | Ngữ chi Iran                                                            |                                                                         |                                                                                    |
| Tatar                                                                   | Nhóm ngôn ngữ Turk                                                      |                                                                         |                                                                                    |
| Tausug                                                                  | Ngữ tộc Mã Lai-Đa Đảo                                                   |                                                                         |                                                                                    |
| Tân Aram Assyria                                                        | Nhóm ngôn ngữ Semit                                                     |                                                                         |                                                                                    |
| Tân Aram Bijil                                                          | Nhóm ngôn ngữ Semit                                                     |                                                                         |                                                                                    |
| Tân Aram Bohtan                                                         | Nhóm ngôn ngữ Semit                                                     |                                                                         |                                                                                    |
| Tân Aram Chaldea                                                        | Nhóm ngôn ngữ Semit                                                     |                                                                         |                                                                                    |
| Tân Aram Miền Tây                                                       | Nhóm ngôn ngữ Semit                                                     |                                                                         |                                                                                    |
| Tây Ban Nha                                                             | Nhóm ngôn ngữ Rôman                                                     |                                                                         |                                                                                    |
| Tây Frisia                                                              | Nhóm ngôn ngữ German                                                    |                                                                         |                                                                                    |
| Tehuelche                                                               | Chon, Patagonia                                                         |                                                                         |                                                                                    |
| Telugu                                                                  | Ngữ hệ Dravida, Ấn Độ                                                   |                                                                         |                                                                                    |
| Tetum                                                                   | Ngữ tộc Mã Lai-Đa Đảo                                                   |                                                                         |                                                                                    |
| Tepehua                                                                 | Totonacan                                                               |                                                                         |                                                                                    |
| Tepehuán                                                                | Ngữ hệ Ute-Aztec, Trung Mỹ                                              |                                                                         |                                                                                    |
| Thái                                                                    | Ngữ hệ Tai-Kadai                                                        |                                                                         |                                                                                    |
| Tharu                                                                   | Ngữ tộc Ấn-Iran                                                         |                                                                         |                                                                                    |
| Thượng Arrernte                                                         | Ngữ hệ Pama–Nyungar\|                                                   |                                                                         |                                                                                    |
| Thượng Sorbia                                                           | Ngữ tộc Slav                                                            |                                                                         |                                                                                    |
| Thụy Điển                                                               | Nhóm ngôn ngữ German                                                    |                                                                         |                                                                                    |
| Tigre hoặc Xasa                                                         | Nhóm ngôn ngữ Semit                                                     |                                                                         |                                                                                    |
| Tigrinya                                                                | Nhóm ngôn ngữ Semit                                                     |                                                                         |                                                                                    |
| Timbisha hoặc Panamint                                                  | Ngữ hệ Ute-Aztec, Trung Mỹ                                              |                                                                         |                                                                                    |
| Tiv                                                                     | Ngữ tộc Atlantic-Congo                                                  |                                                                         |                                                                                    |
| Tlingit                                                                 | Ngữ hệ Na-Dené, Bắc Mỹ                                                  |                                                                         |                                                                                    |
| Tiwi                                                                    | Ngôn ngữ tách biệt                                                      |                                                                         |                                                                                    |
| Tobi                                                                    | Ngữ tộc Mã Lai-Đa Đảo                                                   |                                                                         |                                                                                    |
| Toda                                                                    | Ngữ hệ Dravida, Ấn Độ                                                   |                                                                         |                                                                                    |
| Tok Pisin                                                               | Ngôn ngữ Creole                                                         |                                                                         |                                                                                    |
| Tokelau                                                                 | Ngữ tộc Mã Lai-Đa Đảo                                                   |                                                                         |                                                                                    |
| Tonga (Zambia)                                                          | Nhóm ngôn ngữ Bantu                                                     |                                                                         |                                                                                    |
| Tonga                                                                   | Ngữ tộc Mã Lai-Đa Đảo                                                   |                                                                         |                                                                                    |
| Torwali hoặc Turvali                                                    | Ngữ tộc Ấn-Iran                                                         |                                                                         |                                                                                    |
| Tráng                                                                   | Ngữ hệ Tai-Kadai                                                        |                                                                         |                                                                                    |
| Tregam                                                                  | Ngữ tộc Ấn-Iran                                                         |                                                                         |                                                                                    |
| Triều Tiên                                                              | Ngôn ngữ tách biệt                                                      |                                                                         |                                                                                    |
| Tsat                                                                    | Ngữ tộc Mã Lai-Đa Đảo                                                   |                                                                         |                                                                                    |
| Tsez hoặc Dido                                                          | Nhóm ngôn ngữ Đông Bắc Kavkaz                                           |                                                                         |                                                                                    |
| Tshiluba hoặc Luba-Kasai hoặc Luba-Lulua                                | Nhóm ngôn ngữ Bantu                                                     |                                                                         |                                                                                    |
| Tsimshianic                                                             | Penutian                                                                |                                                                         |                                                                                    |
| Tsonga                                                                  | Nhóm ngôn ngữ Bantu                                                     |                                                                         |                                                                                    |
| Tswana hoặc Setswana                                                    | Nhóm ngôn ngữ Bantu                                                     |                                                                         |                                                                                    |
| Tu hoặc Monguor                                                         | Ngữ hệ Mông Cổ                                                          |                                                                         |                                                                                    |
| Tuareg hoặc Tamasheq                                                    | Nhóm ngôn ngữ Berber, Bắc Phi                                           |                                                                         |                                                                                    |
| Tulu                                                                    | Ngữ hệ Dravida, Ấn Độ                                                   |                                                                         |                                                                                    |
| Tumbuka                                                                 | Nhóm ngôn ngữ Bantu                                                     |                                                                         |                                                                                    |
| Tupiniquim                                                              | Ngữ hệ Tupi, Nam Mỹ                                                     |                                                                         |                                                                                    |
| Thổ Nhĩ Kỳ                                                              | Nhóm ngôn ngữ Turk                                                      |                                                                         |                                                                                    |
| Turkmen                                                                 | Nhóm ngôn ngữ Turk                                                      |                                                                         |                                                                                    |
| Turoyo                                                                  | Nhóm ngôn ngữ Semit                                                     |                                                                         |                                                                                    |
| Tuvalu                                                                  | Ngữ tộc Mã Lai-Đa Đảo                                                   |                                                                         |                                                                                    |
| Tuvan Tuvin hoặc Tyvan                                                  | Nhóm ngôn ngữ Turk                                                      |                                                                         |                                                                                    |
| Toki Pona Toki Pona                                                     | Ngôn ngữ Posteriori                                                     | U Mục lục : A Ă Â B C D Đ E F G H I J K L M N O P Q R S T U Ư V W X Y Z | U Mục lục : A Ă Â B C D Đ E F G H I J K L M N O P Q R S T U Ư V W X Y Z            |
| Udihe hoặc Ude hoặc Udege                                               | Ngữ hệ Tungus, đông bắc Á                                               |                                                                         |                                                                                    |
| Udmurt hoặc Votyak                                                      | Ngữ hệ Ural                                                             |                                                                         |                                                                                    |
| Ukraina                                                                 | Ngữ tộc Slav                                                            |                                                                         |                                                                                    |
| Ulch hoặc Olcha                                                         | Ngữ hệ Tungus, đông bắc Á                                               |                                                                         |                                                                                    |
| Unserdeutsch hoặc Tiếng Đức Creole Rabaul                               | Ngôn ngữ Creole                                                         |                                                                         |                                                                                    |
| Urdu                                                                    | Pakistani                                                               |                                                                         |                                                                                    |
| Uripiv                                                                  | Ngữ tộc Mã Lai-Đa Đảo                                                   |                                                                         |                                                                                    |
| Urum                                                                    | Nhóm ngôn ngữ Turk                                                      |                                                                         |                                                                                    |
| Ute                                                                     | Ngữ hệ Ute-Aztec, Trung Mỹ                                              |                                                                         |                                                                                    |
| Uyghur hoặc Uigur                                                       | Nhóm ngôn ngữ Turk                                                      |                                                                         |                                                                                    |
| Uzbek                                                                   | Nhóm ngôn ngữ Turk                                                      |                                                                         |                                                                                    |
| V Mục lục : A Ă Â B C D Đ E F G H I J K L M N O P Q R S T U Ư V W X Y Z |                                                                         |                                                                         |                                                                                    |
| Vafs                                                                    | Ngữ chi Iran                                                            |                                                                         |                                                                                    |
| Vai                                                                     | Nhóm ngôn ngữ Mande, Ngữ hệ Niger-Congo?                                |                                                                         |                                                                                    |
| Valencian                                                               | Nhóm ngôn ngữ Rôman                                                     |                                                                         |                                                                                    |
| Ngôn ngữ ký hiệu Valencia                                               | Ngôn ngữ ký hiệu                                                        |                                                                         |                                                                                    |
| Vasi-vari hoặc Prasuni                                                  | Ngữ tộc Ấn-Iran                                                         |                                                                         |                                                                                    |
| Venda hoặc Tshivenda                                                    | Nhóm ngôn ngữ Bantu                                                     |                                                                         |                                                                                    |
| Venetian                                                                | Nhóm ngôn ngữ Rôman                                                     |                                                                         |                                                                                    |
| Veps                                                                    | Ngữ hệ Ural                                                             |                                                                         |                                                                                    |
| Việt                                                                    | Ngữ hệ Nam Á                                                            |                                                                         |                                                                                    |
| Võro                                                                    | Ngữ hệ Ural                                                             |                                                                         |                                                                                    |
| Votic hoặc Votian                                                       | Ngữ hệ Ural                                                             |                                                                         |                                                                                    |
| W Mục lục : A Ă Â B C D Đ E F G H I J K L M N O P Q R S T U Ư V W X Y Z |                                                                         |                                                                         |                                                                                    |
| Wa (Va)                                                                 | Ngữ hệ Nam Á                                                            |                                                                         |                                                                                    |
| Waigali hoặc Kalasha-Ala                                                | Ngữ tộc Ấn-Iran                                                         |                                                                         |                                                                                    |
| Waima hoặc Roro                                                         | Ngữ tộc Mã Lai-Đa Đảo                                                   |                                                                         |                                                                                    |
| Wakhan                                                                  | Ngữ chi Iran                                                            |                                                                         |                                                                                    |
| Wallon                                                                  | Nhóm ngôn ngữ Rôman                                                     |                                                                         |                                                                                    |
| Waray-Waray hoặc Binisaya                                               | Ngữ tộc Mã Lai-Đa Đảo                                                   |                                                                         |                                                                                    |
| Washo                                                                   | Ngữ hệ Hokan?, Bắc Mỹ                                                   |                                                                         |                                                                                    |
| Wales                                                                   | Ngữ tộc Celt                                                            |                                                                         |                                                                                    |
| Wolane                                                                  | Nhóm ngôn ngữ Semit                                                     |                                                                         |                                                                                    |
| Wolof                                                                   | Ngữ hệ Niger-Congo                                                      |                                                                         |                                                                                    |
| X Mục lục : A Ă Â B C D Đ E F G H I J K L M N O P Q R S T U Ư V W X Y Z |                                                                         |                                                                         |                                                                                    |
| Xa                                                                      | Ngữ hệ H'Mông-Miền                                                      |                                                                         |                                                                                    |
| Xhosa                                                                   | Nhóm ngôn ngữ Bantu                                                     |                                                                         |                                                                                    |
| Xiang                                                                   | Tiếng Trung Quốc                                                        |                                                                         |                                                                                    |
| Xibe hoặc Sibo                                                          | Ngữ hệ Tungus, đông bắc Á                                               |                                                                         |                                                                                    |
| Xipaya                                                                  | Ngữ hệ Tupi, Nam Mỹ                                                     |                                                                         |                                                                                    |
| !Xóõ                                                                    | Ngữ hệ Khoisan, châu Phi                                                |                                                                         |                                                                                    |
| Y Mục lục : A Ă Â B C D Đ E F G H I J K L M N O P Q R S T U Ư V W X Y Z |                                                                         |                                                                         |                                                                                    |
| Ý                                                                       | Nhóm ngôn ngữ Rôman                                                     |                                                                         |                                                                                    |
| Yaaku                                                                   | Ngữ hệ Phi-Á, Kenya                                                     |                                                                         |                                                                                    |
| Yaeyama                                                                 | Ngữ hệ Nhật Bản                                                         |                                                                         |                                                                                    |
| Yaghnob                                                                 | Ngữ chi Iran                                                            |                                                                         |                                                                                    |
| Yakut                                                                   | Nhóm ngôn ngữ Turk, nước Nga                                            |                                                                         |                                                                                    |
| Yankunytjatjara                                                         | Ngữ hệ Pama-Nyungar, Australia                                          |                                                                         |                                                                                    |
| Yanomami                                                                | Nhóm ngôn ngữ Yanomama, (Amazonas)                                      |                                                                         |                                                                                    |
| Yanyuwa                                                                 | Ngữ hệ Pama-Nyungar, Australia                                          |                                                                         |                                                                                    |
| Yap                                                                     | Ngữ tộc Mã Lai-Đa Đảo                                                   |                                                                         |                                                                                    |
| Yaqui                                                                   | Ngữ hệ Ute-Aztec, Trung Mỹ                                              |                                                                         |                                                                                    |
| Yauma                                                                   | Nhóm ngôn ngữ Bantu                                                     |                                                                         |                                                                                    |
| Yavapai                                                                 | Ngữ hệ Yuman, Arizona, USA                                              |                                                                         |                                                                                    |
| Yazgulyam hoặc Yazgulami                                                | Ngữ chi Iran                                                            |                                                                         |                                                                                    |
| Yemenite Hebrew                                                         | Nhóm ngôn ngữ Semit                                                     |                                                                         |                                                                                    |
| Yeni                                                                    | Ngữ hệ Niger-Congo                                                      |                                                                         |                                                                                    |
| Yevanic                                                                 | Ngữ hệ Ấn-Âu                                                            |                                                                         |                                                                                    |
| Yiddish                                                                 | Nhóm ngôn ngữ German                                                    |                                                                         |                                                                                    |
| Yidgha                                                                  | Ngữ chi Iran                                                            |                                                                         |                                                                                    |
| Yugur Đông                                                              | Ngữ hệ Mông Cổ                                                          |                                                                         |                                                                                    |
| Yokutsan                                                                | Ngữ hệ Yok-Utian, California, gần tuyệt diệt                            |                                                                         |                                                                                    |
| Yonaguni                                                                | Ngữ hệ Nhật Bản                                                         |                                                                         |                                                                                    |
| Yoruba (Yorùbá)                                                         | Ngữ hệ Niger-Congo                                                      |                                                                         |                                                                                    |
| Yuchi                                                                   | Ngôn ngữ biệt lập tại Oklahoma                                          |                                                                         |                                                                                    |
| Western Yugur                                                           | Nhóm ngôn ngữ Turk, (Turkic) Sarïgh Uyghur, (Turkic) Người Yugur        |                                                                         |                                                                                    |
| Yukaghir hoặc Tundra Yukaghir                                           | Ngữ hệ Yukaghir                                                         |                                                                         |                                                                                    |
| Yupik                                                                   | Ngữ hệ Eskimo-Aleut, Bắc Mỹ - Đông Á                                    |                                                                         |                                                                                    |
| Yurats                                                                  | Nhóm ngôn ngữ Samoyed, Bắc Âu - Á, nước Nga                             |                                                                         |                                                                                    |
| Yurok                                                                   | Ngữ hệ Algic, Bắc Mỹ, California                                        |                                                                         |                                                                                    |
| Z Mục lục : A Ă Â B C D Đ E F G H I J K L M N O P Q R S T U Ư V W X Y Z |                                                                         |                                                                         |                                                                                    |
| Záparo                                                                  | Ngữ hệ Záparo, Nam Mỹ                                                   |                                                                         |                                                                                    |
| Zapotec                                                                 | Ngữ hệ Oto-Manguean, Mexico                                             |                                                                         |                                                                                    |
| Zaza                                                                    | Ngữ chi Iran                                                            |                                                                         |                                                                                    |
| Zoque                                                                   | Mixe-Zoquean, Mexico                                                    |                                                                         |                                                                                    |
| Zulu                                                                    | Nhóm ngôn ngữ Bantu                                                     |                                                                         |                                                                                    |
| Zuni hoặc Zuni                                                          | Ngôn ngữ biệt lập                                                       |                                                                         |                                                                                    |
| Zway hoặc Zay                                                           | Nhóm ngôn ngữ Semit                                                     |                                                                         |                                                                                    |